# 東尼·艾美達
托尼·阿尔梅达（Tony Almeida，1971－），美剧《24》中重要角色，在全剧共192集中出场115集，仅次于出场全部192集的杰克以及出场125集的克洛依·欧布莱恩(Chloe O'Brian)，居第三位。
托尼一直是主角傑克·鮑爾（Jack Bauer）的亲密战友，曾被杰克称为“唯一可以依赖的人”。托尼是一名计算机专家，但同时又有丰富的外勤工作能力和经验，曾担任两年反恐局主管。他有勇有谋，是杰克的忠诚朋友，曾多次冒着职业风险背后帮助杰克。

## 履历
托尼1973年出身于芝加哥，在圣地亚哥州立大学获计算机科学学士学位，斯坦福大学获计算机科学硕士学位。曾在美國海軍陸戰隊服役，接受侦查狙击、监控与目标获取训练。拥有中尉军衔，在进入反恐局前是一名系统分析师。

## 家庭
托尼的妻子是他在反恐局的同事米歇尔·戴斯勒（Michelle Dessler）。
托尼心中至高无上的是他对米歇尔的爱情。曾为了救米歇尔而协助恐怖分子逃跑，以判国罪入狱；为了与米歇尔的平静生活放弃事业，回归平民生活；米歇尔被刺杀后，他将全部生命投入到复仇上，放弃了自己的理念和原则。最后成功报仇的同时，也毁灭了自己。

## 剧中经历

### 第二季
托尼成为反恐局的副主管。反恐局主管乔治·梅森（George Mason）不幸暴露在致命放射性辐射之下，只有一两天生命。在健康状况迅速恶化后，托尼被委任为执行主管，处理当天的核弹袭击危机。最终核弹被梅森壮烈地驾机在沙漠引爆，危机解除。
一份录音证明三个中东国家主使了这次恐怖袭击，白宫决定采取报复行动。杰克相信恐怖份子乔纳森·华莱士（Jonathan Wallace）的口供，认为录音是伪造的。但支持杰克的帕默总统被内阁解除了权利，反恐局新主管瑞恩·查佩尔（Ryan Chappelle）在白宫的指示下阻止杰克的调查。但托尼与米歇尔相信杰克的判断，一直背后帮助杰克，为此甚至不得不武力暗中拘禁了查佩尔。最终查佩尔被找到，托尼与米歇尔被逮捕。
杰克找到了录音伪造的重要线索，总统复职，查佩尔也得到命令全力协助杰克，并释放了托尼和米歇尔。在他们的帮助下，杰克找到了真正的背后主使彼得·金斯利（Peter Kingsley），避免了一场与中东国家的战争。

### 第四季
托尼由于通敌罪入狱，但杰克向帕默总统申请赦免，托尼被提前释放。意志消沉的托尼陷入酗酒，导致了米歇尔的离开。托尼继续沉沦的生活，与一名叫珍·斯莱特（Jen Slater）的女子同居。
杰克与奥黛丽·瑞恩斯（Audrey Raines）遇袭被围，怀疑是反恐局内奸泄露了行踪。杰克不得不向他唯一信得过的人----托尼求助。托尼及时赶到，救出了杰克和奥黛丽。杰克试图说服托尼重新振作，但托尼只是把这次行动当作对杰克救他出狱的报答。
由于反恐局的内奸未查出，杰克决定独自追踪一名恐怖份子。托尼担心杰克的安全，决定与他同去。在两人共同调查的过程中，杰克发现过去的托尼又回来了。他在行动中果断、勇敢而又足智多谋。在他的帮助下，杰克成功救出了贝鲁兹（Behrooz），以及阻止了哈比卜·马尔万（Habib Marwan）对关键线索亨利·鲍威尔（Henry Powell）的灭口。 托尼终于同意临时回到反恐局，为杰克提供支持。
反恐局主管艾琳·德里斯科尔（Erin Driscoll）由于女儿去世无法继续履行职务，托尼被短暂任命为反恐局执行主管。但很快新的正式主管被任命，托尼发现，新主管竟然是米歇尔。
托尼与米歇尔就如何部署援助杰克的行动出现意见不一致，米歇尔否决了托尼的提议，但最终证明托尼是最了解杰克的。由于托尼正确的意见未被采纳，援助迟到，幸运的是最终仍全歼敌人，救出杰克。与此同时，奥黛丽告诉了米歇尔托尼回归的表现。两人之间误会渐消，感情逐渐回温。两人都意识到，彼此还是深爱着对方的。托尼希望两人离开反恐局，归隐过平静的生活，米歇尔接受了这个建议。
托尼在行动中被劫持为人质，恐怖份子以托尼性命为威胁，要求米歇尔暗中放她逃走。经过激烈思想斗争，米歇尔向反恐局作了汇报。恐怖份子制造了与托尼同归于尽的假像，米歇尔目睹托尼被汽车炸弹炸死，情绪崩溃，被送回家休息。杰克最终识别骗局，擒获恐怖份子救出杰克。
在本季最后，查尔斯·洛根（Charles Logan）总统为了避免杰克被引渡回中国受审，泄漏国家机密，决定秘密杀害杰克。托尼与米歇尔、克洛依一起伪造了杰克的死亡现场，协助杰克逃亡。临行前托尼致杰克保重，道别。

### 第五季
托尼与米歇尔双双从反恐局辞职，回家一起享受平静的生活。但前总统大卫·帕默（David Palmer）突然遇刺身亡，米歇尔出于责任感以及对帕默总统的尊敬决定去反恐局协助调查。托尼试图劝阻，但最终同意了米歇尔。就在米歇尔准备前往反恐局时她的汽车发生爆炸，托尼冒着大火在车中抢救米歇尔，但汽车油箱燃烧发生再次爆炸，托尼被严重炸伤，米歇尔死亡。
托尼被带到反恐局抢救并进行手术。反恐局主管比尔·布坎南（Bill Buchanan）对托尼隐瞒了米歇尔身故的消息。但托尼持怀疑态度，自己偷偷从反恐局的电脑网络中查到了米歇尔死亡的事实。
反恐局被恐怖份子用毒气袭击，只有及时进入封闭隔离房间的人员幸免于难。事件发生时托尼与恐怖份子克里斯多夫·亨德森（Christopher Henderson）被封闭在反恐局的医疗室内。为了报杀妻之仇，托尼决定刺杀亨德森，但在杰克的反复劝阻下一直无法下手。就在犹豫之际亨德森从晕迷中苏醒，向托尼注射了一针麻醉剂并逃跑。托尼倒在了医疗室。

### 第七季
東尼·艾美達在第七季變為主要反派角色之一。